# Szent András-templom (Fertőd)

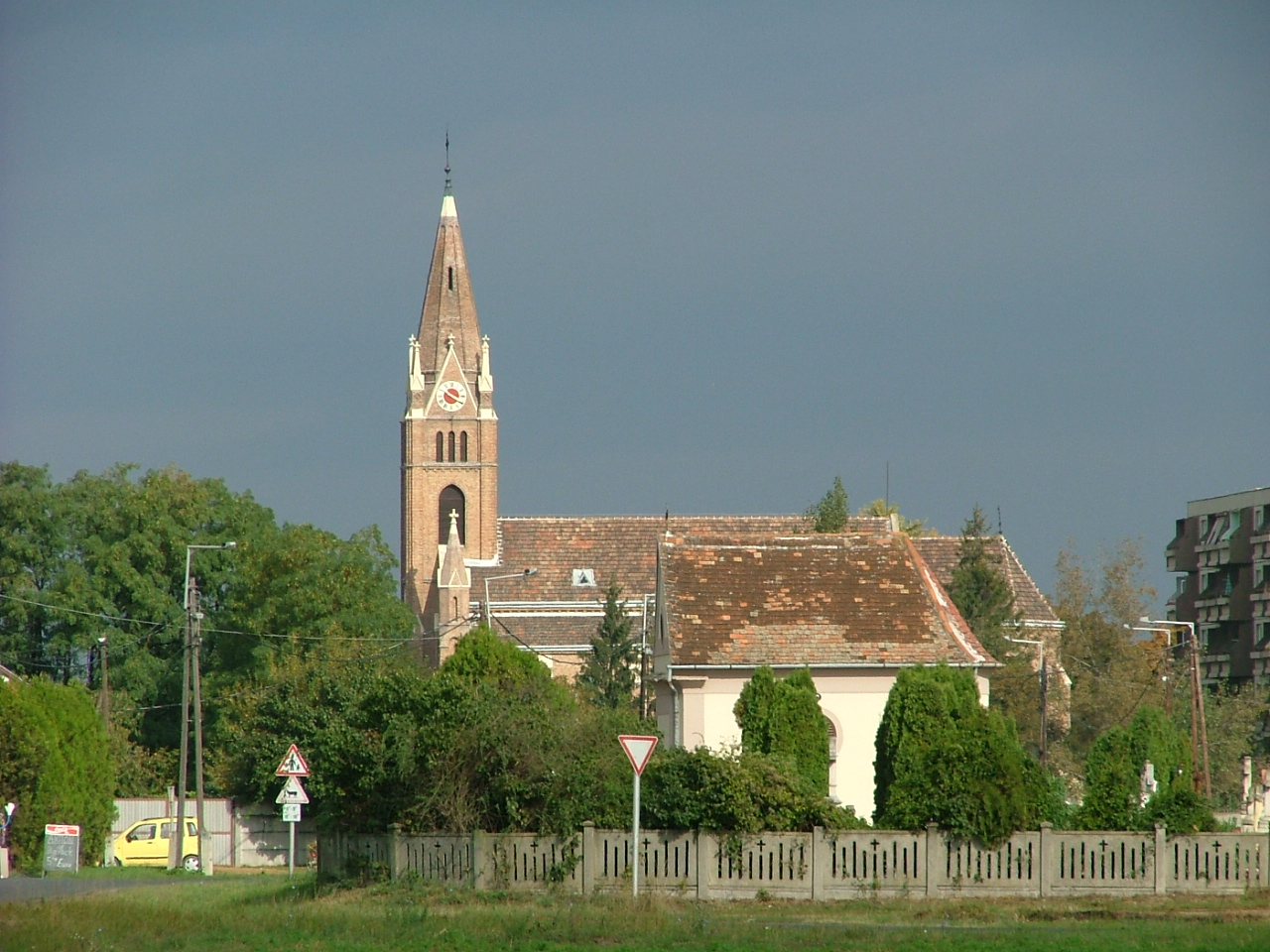
A Szent András rk. templom

A süttöri római katolikus templom vagy Szent András-templom Fertőd város süttöri városrészében (Széchenyi u. 57.) található.
A nagyméretű neogótikus templom 1889-ben épült. Homlokzatának közepén magas torony ugrik előre, sarkain egy-egy huszártorony áll. A templomban található Cziráki Margit síremléke (nyughelye).
A templom kitűnő orgonájáról híres. Egyházzenei hangversenyei egyre népszerűbbek.
A település első temploma nem a mai helyén állt. Feltehetően a Fertő áradásai miatt még a középkorban hagyták el a süttöriek azt a területet. 1906-ban fedezték fel a román kori templom alapfalait a mai Fertőd határában, amelyet ma is Jakabszigetnek hívnak. A XII. században épült templom feltehetően a tatárjáráskor pusztult el. 1888-ban új templom építéséhez láttak hozzá, amely két év alatt készült el. Ekkor a régi templomot lebontották, semmi mást nem hagytak meg belőle, mint az orgonát. A jelenlegi háromtornyos templomot 1889 szeptemberében Zalka János győri püspök szentelte fel, ünnepi beszédet Czilinger János, süttöri születésű endrédi plébános mondott. Tervezője Zatzka Lajos bécsi műépítész. Az építkezést vezető plébános Schlégel Péter. A templom építéséhez 50%-ban járult hozzá a község lakossága, 20%-ban az Eszterházy-hercegség, 30%-ban Bubics Zsigmond kassai püspök, aki Somogyban született, de a süttöri templomban keresztelték meg. 1935-ben a templom új orgonát kapott, amely Rieger Ottó királyi és udvari orgonagyárában készült Budapesten, a X. kerület Szigligeti utca 29. szám alatt, Geyer József tanár tervei szerint. A süttöri római katolikus templom új orgonája három manuálos, pneumatikus, 17 szóló és 30 mellék változatos. 1935. november 6-án áldották meg. A templom liturgikus terének kialakítása 1975-ben történt. A templom háromhajós, neogót stílusú. Főoltárát Szent András apostol, a két mellékoltárt Jézus Szíve és a Szűzanya tiszteletére szentelték. Süttör híveinek a száma 1970-ben 1550, 1980-ban 1435. Jelenleg a hívők száma a volt laktanya területén készült új épületekbe költözőkkel együtt állandóan változik.[forrás?]

## Külső hivatkozások
- http://www.kocsis-ferenc.hu/htm/templom.html%5B%5D
- http://www.fertodikirandulas.hu/fertod/szent_andras_templom.html
- https://web.archive.org/web/20070704163038/
- http://www.margitkorhaz.hu/nevado/nevado.pdf Archiválva 2007. július 4-i dátummal a Wayback Machine-ben
- http://cyberpress.sopron.hu/article.php?id=10018